# Meine beste Freundin
Meine beste Freundin (Originaltitel: Me Without You) ist ein britisch-deutsches Filmdrama aus dem Jahr 2001. Regie führte Sandra Goldbacher, die gemeinsam mit Laurence Coriat auch das Drehbuch schrieb.

## Handlung
Die Handlung beginnt im Jahr 1973 in London. Die befreundeten Mädchen Holly und Marina verbringen während der Sommerferien ihre Zeit zusammen. Hollys jüdische Eltern gelten als konservativ, die Eltern von Marina leben in Trennung.
Im Jahr 1978 experimentiert Marina auf einer Party mit dem Drogenkonsum. Holly schläft mit Nat, dem älteren Bruder ihrer Freundin, und verliert dabei ihre Jungfräulichkeit. Das Ereignis entzweit zeitweise die Freundinnen. Im Jahr 1982 studieren beide auf einem College und verlieben sich in den Professor Daniel, mit dem beide eine Beziehung eingehen.
Nat und seine Freundin ziehen nach Frankreich. Holly und Marina vertragen sich, sie haben jedoch keinen Spaß mehr zusammen. Holly spricht aus, sie hätten lange Zeit damit verbracht, sich gegenseitig zu bekämpfen.

## Kritiken
James Berardinelli schrieb auf ReelViews, der Film biete einen „scharfsichtigen Bericht“ über eine Frauenfreundschaft, der komplexer und ehrlicher sei als in allen Hollywood-Filmen. Sandra Goldbacher vermeide Fallen und Klischees. Das Drehbuch zeige sowohl das Gute wie auch das Böse in beiden Frauen. Die Darstellungen seien stark; die Britin Friel und die Amerikanerin Williams würden „perfekt“ zusammenarbeiten.
Roger Ebert schrieb in der Chicago Sun-Times vom 16. August 2002, der Film biete „erfrischende Wahrheit“, die eine Abwechslung zur „Falschheit“ der Filme wie Die göttlichen Geheimnisse der Ya-Ya-Schwestern darstelle. Das Spiel von Michelle Williams, die mit einem „perfekten“ britischen Akzent spreche, sei eine positive Überraschung. Der Film sei nicht vollständig frei von Klischees, aber das Drehbuch beruhe auf der Beobachtung des Lebens, nicht der anderen Filme.
Das Lexikon des internationalen Films schrieb: „Der Film porträtiert das Auf und Ab, die Licht- und Schattenseiten der langjährigen Frauenfreundschaft und entwirft gleichzeitig ein liebevolles Zeitpanorama, das die Popkultur der letzten Jahrzehnte lebendig werden lässt.“

## Auszeichnungen
Sandra Goldbacher wurde im Jahr 2001 für den Golden Hitchcock des Dinard British Film Festivals nominiert. Sie und Finola Dwyer wurden 2002 für den bei den British Academy Film Awards verliehenen Alexander Korda Award for Best British Film nominiert.

## Hintergründe
Der Film wurde in London, auf der Isle of Man und in einigen anderen Orten in England gedreht. Seine Weltpremiere fand am 2. September 2001 auf den Internationalen Filmfestspielen von Venedig statt, den einige weitere Filmfestivals folgten. Der Film spielte in den ausgewählten Kinos der USA ca. 301 Tsd. US-Dollar ein. In 30 britischen Kinos wurden ca. 45,5 Tsd. Pfund Sterling eingespielt.